# Angelo Poffo
John Angelo Poffo (* 10. April 1925 in Downers Grove, Illinois; † 4. März 2010 in Sarasota, Florida) war ein US-amerikanischer Wrestler und Promoter. Er führte einige Jahre die Liga International Championship Wrestling, die Veranstaltungen in Tennessee, Kentucky und Arkansas abhielt. Er ist außerdem der Vater von „Macho Man“ Randy Savage und Lanny Poffo, die ebenfalls als Wrestler aktiv waren.

## Biografie

### Jugend
Angelo Poffo kam als Sohn italienischer Immigranten zur Welt. An der DePaul University war Poffo Catcher des Baseball-Teams. Er studierte außerdem Sport und war ein Wettbewerbskämpfer in Schach. Nach dem College trat er der United States Navy bei. Während dieser Zeit stellte er einen Weltrekord an Sit-ups auf. Er schaffte 6.033 Sit-ups in vier Stunden und 10 Minuten.

### Wrestlingkarriere
Poffo begann mit dem Wrestling 1948 in Karl Pojellos Trainingshalle in Illinois. Sein erstes Match hatte er 1949 gegen Ruffy Silverstein. Außer unter seinem richtigen Namen trat er als maskierter Wrestler The Masked Miser an und arbeitete auch als Manager. 1950 wurde er zum Heel. In den 1950er Jahren arbeitete er mit Bronco Lubich zusammen. Er gewann den NWA United States Heavyweight Championship (Chicago version) 1958.
Zusammen mit Chris Markoff agierte er ab 1966 als Tag-Team „The Devil’s Duo“, ihr Manager war Bobby Heenan. 1973 formierte er das Tag-Team „The Graduates“ zusammen mit Ken Dillinger. In den 1970er Jahren trat er als The Carpet Bagger in einem gelb-blauen Kostüm für Emile Dupres Atlantic Grand Prix Wrestling in den Seeprovinzen Kanadas an. Als seine Söhne alt genug waren, kaufte er sich in die Promotion ein. Von 1979 bis 1983 war er Promoter für International Championship Wrestling in Kentucky, in der seine beiden Söhne zu Stars wurden.
1991 bestritt er sein letztes Match gegen Luis Martínez. 1995 trat er einige Male für World Championship Wrestling (WCW) als Manager seines Sohnes Randy Savage auf. Im gleichen Jahr wurde er in die WCW Hall of Fame aufgenommen.

## Privatleben
Im College lernte Angelo Poffo seine Frau Judy kennen, die er am 6. Juni 1949 heiratete. Die beiden waren mehr als sechzig Jahre verheiratet und hatten zusammen zwei Söhne, Randy und Lanny, die beide als Wrestler aktiv waren. Nachdem sich Angelo Poffo aus dem Wrestling zurückgezogen hatte, arbeitete er als Sportlehrer in Illinois.
Am 4. März 2010 verstarb Angelo Poffo im Alter von 84 Jahren.

## Titel und Auszeichnungen
- Cauliflower Alley Club
  - Other honoree (1996)

- International Championship Wrestling
  - ICW Television Championship (1×)

- NWA Chicago
  - NWA United States Heavyweight Championship (Chicago version) (1×)[1]

- NWA Detroit
  - NWA World Tag Team Championship (Detroit version) (1×) – mit Lanny Poffo

- Southwest Sports, Inc.
  - NWA Texas Tag Team Championship (1×) – mit Bronco Lubich

- World Championship Wrestling
  - WCW Hall of Fame (Class of 1995)[1]

- World Wrestling Association (Indianapolis)
  - WWA World Tag Team Championship (3×) – mit Chris Markoff (2×) und Nikolai Volkoff (1×)[7]